# Agencia de la Unión Europea para la Ciberseguridad
La Agencia de la Unión Europea para la Ciberseguridad (ENISA) es un organismo comunitario de inteligencia encargado de garantizar la ciberseguridad de las comunicaciones y servicios de la administración comunitaria y nacional, y de los ciudadanos de la Unión. ENISA fue creada en 2004 mediante Reglamento aprobado por la Eurocámara y el Consejo. Es totalmente operativa desde el 1 de septiembre de 2005. Se encuentra ubicada en Atenas, Grecia.
ENISA respaldó el "Cyber Europe 2010", el primer ejercicio trans-europeo de Seguridad informática.

## Objetivo
El objetivo de ENISA es mejorar las redes y la seguridad de la información en la Unión Europea. La agencia tiene que contribuir al desarrollo de una cultura de red y seguridad de la información para el beneficio de los ciudadanos, consumidores, empresas y organizaciones del sector público de la Unión Europea, y por tanto contribuirá a mejorar el funcionamiento interno de la EU.
ENISA asiste a la Comisión, los Estados miembros y, por tanto, a los mercados comunitarios para que estos satisfagan sus necesidades a nivel de red y seguridad de la información que manejan, incluyendo la legislación actual y futura de la UE.

## Organización
ENISA está encabezada por un Director Ejecutivo, y asistida por un personal compuesto por expertos de los stakeholders implicados, como la industria de la tecnología de la información y comunicaciones, grupos de consumidores y expertos académicos.
La Agencia tuvo un presupuesto de 32 millones de euros (para el periodo 2005-2009). El mandato de la Agencia se amplió hasta 2012 con un presupuesto anual de 8 millones de euros, bajo el mandato del  Dr. Udo Helmbrecht.